# Holiday on Ice

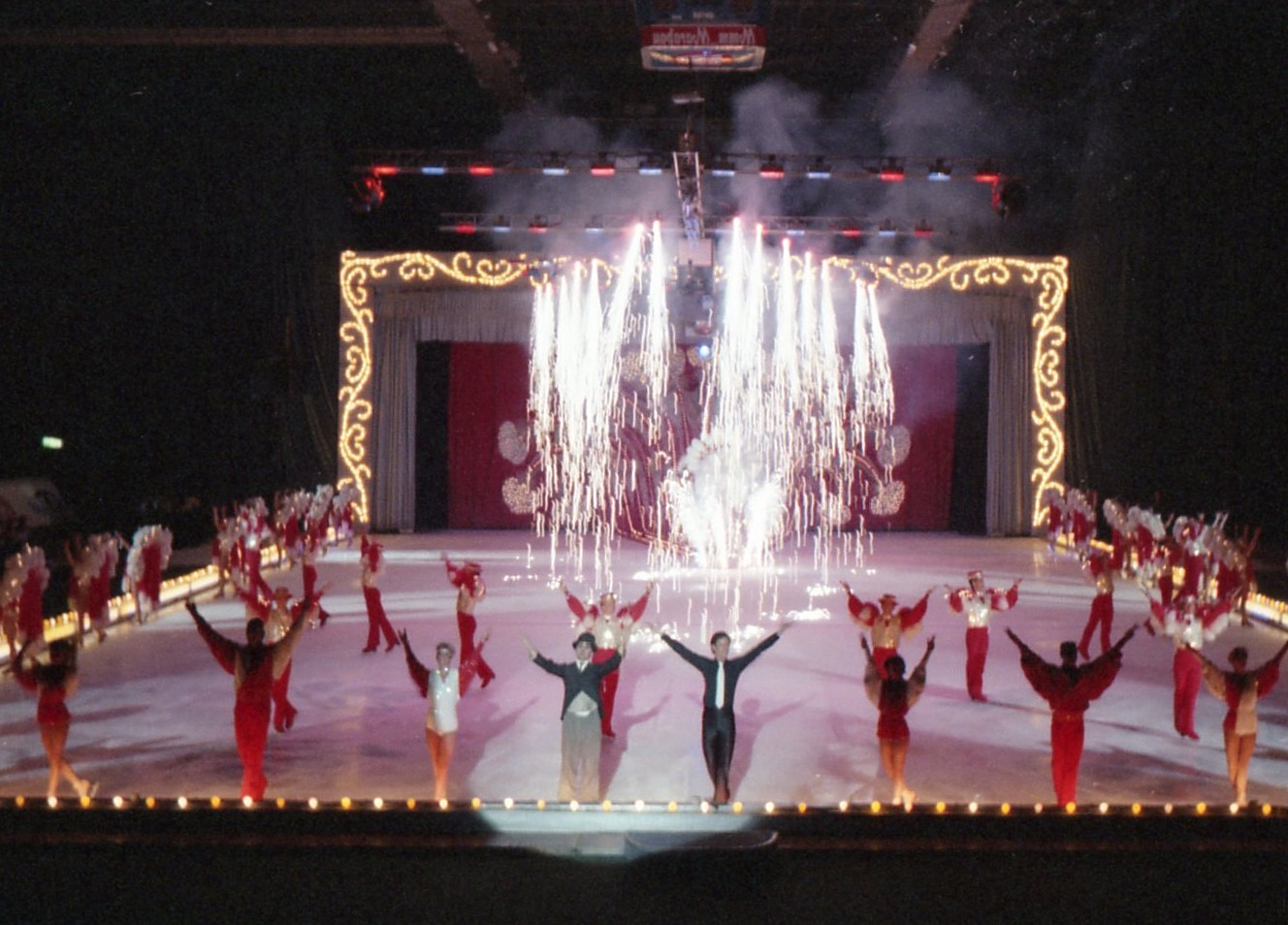
Holiday on Ice в 1986 году

Holiday on ice («Холидей он айс») — ледовое балетное ревю; интернациональная компания, была создана в США в 1943 и долгое время являлась традиционно американским спортивно-балетным шоу. В 1996 году компания была перекуплена голландским телевизионным концерном Endemol, в  2005 германской Stage Entertainment, с 2016 принадлежит международному консрциуму CTS Eventim со штаб-квартирой в Мюнхене. В настоящее время «Holiday on ice» представляет собой интернациональную компанию, производящую каждый год несколько ледовых шоу для широкой аудитории.

## Стратегия компании
Шоу Holiday со времен своего основания проводила политику приглашения в постановщики танцев и солисты-танцоры бывших спортсменов-фигуристов, обладателей мировых титулов и олимпийских чемпионов, ушедших из любительского спорта. В разные годы в шоу выступали спортсмены-фигуристы с мировым признанием: Соня Хени, Брайан Жубер, Катарина Витт, Людмила Смирнова; певцы и артисты: Мэрайа Кери, Boney M, Патрисия Каас, Крис де Бург, Томас Андерс, Лу Бега, Софи Элис Бэкстор, Анита Цой и многие другие. Среди постановщиков были: Робин Казинс, Стефани Андрос, Кевин Коттам, Тэд Шафл, Энтони Ван Ласт и др.
Многие постановки Holiday on ice используют новейшие разработки технологий, а также создаёт и свои. К ледовым шоу также записывают и собственную музыку. Обладатель престижных музыкальных премий — Рене Дюперэ несколько раз написал саундтрек для ледовых шоу от Holiday on ice.
За свою долгую историю Holiday on ice несколько раз попадал в Книгу Рекордов Гиннеса как самое посещаемое ледовое шоу в мире, а также за самую длинную линию фигуристов на одном льду. Постановки Holiday on ice были показаны на всех континентах, во многих странах и городах. Ежегодно компания старается расширять свои горизонты и посещать новые города и страны, в которых она раньше никогда не была.
Впервые за всю историю компании в 2012 году не было создано нового ледового шоу, а остальные гастролирующие шоу были закрыты, что вызвало много слухов о том, что Holiday on ice заканчило свою деятельность. Однако уже в марте 2013 года анонсировали новую постановку в честь 70-летия компании. Постановщиком числится Барт Доффлер.

## Структура
Продолжительность каждого ледового шоу Holiday on ice составляет в среднем от 1 до 2,5 часов, в зависимости от постановки. Каждая постановка соответствует конкретной тематике. Например, ледовое шоу «Мистика», созданное в 2006 году состояло из разных магических номеров и мистической музыки. Начиная с 2004 года, Holiday on ice так же стали выпускать шоу для детей: «Питер Пен на льду», «Пиноккио на льду», «Аладдин на льду» и др.
В каждом шоу есть традиционный номер «Precision» (Пресижн), в котором весь ансамбль формирует одну вращающуюся линию. Также, начиная с 1998 года, в каждой новой постановке обязательно есть акробатической номер. Кроме всего этого всегда есть и финальный номер, где костюмы светятся, а также используются фейерверки. До 1996 года (когда компания перешла в состав Stage Holding — нынешний Stage Entertainment), каждое шоу состояло из двух названий, где каждое из отделений соответствовало заданной в названии тематике. Лишь с 1996 года, начиная с шоу «Эволюция», компания придерживается одной конкретной теме и одному названию.

## Список постановок Holiday on ice
- 2019 Supernova
- 2018 Showtime
- 2017 Atlantis
- 2016 Time
- 2015 Believe
- 2014 Passion
- 2013 Platinum
- 2011 Speed/ Спящая красавица на льду (Stage Entertainment Russia)
- 2010 Festival/ Снежная королева на льду (Stage Entertainment Russia)
- 2009 Tropicana/ Щелкунчик на льду (Stage Entertainment Russia)
- 2008 Energia
- 2007 Spirit (Elements) / Ali Baba in the land of 1001 Nights on ice (KISS)
- 2006 Mystery /Bugs Bunny on Ice (KISS)
- 2005 Romanza / Peter Pan on Ice (KISS)
- 2004 Fantasy (Dreams)/ Pinocchio on Ice
- 2003 Diamonds (Diamond Dreams)
- 2002 Hollywood
- 2001 Celebration
- 2000 In Concert
- 1999 Colours of Dance
- 1998 Xotika — Journey to the heart
- 1997 Extraventura
- 1996 Evolution / Asterix On Ice
- 1995 Holiday goes Broadway
- 1994 Jubilee
- 1993 Spanish / Aladdin
- 1992 Magic & Illusions
- 1991 Carmen / Robin Hood
- 1990 Banjos & Balalaikas
- 1989 Journey through Time
- 1988 Around the World in 80 Days
- 1987 Italian / Chinese
- 1986 Mexican / Russian
- 1985 Disco / Scottish
- 1984 Counterpoint / Sleeping Beauty
- 1983 Paris / Swan Lake
- 1982 Bolero / Shangri-La
- 1981 Oriental / Western
- 1980 24 Hours / Cinderella
- 1979 La Traviata / Hollywood
- 1978 Flamenco / Fledermaus
- 1977 Pink Panther / Dickens
- 1976 Snoopy / Hollywood
- 1975 Bicentennial
- 1974 Chicago / Gershwin
- 1973 Spartacus / Cabaret
- 1972 Rock / Chevalier
- 1971 Asterix / Bolero
- 1970 Fairy Tales
- 1969 Showboat
- 1968 King Arthur
- 1967 Aladdin / Space Show
- 1966 Marco Polo
- 1965 Gypsy / Dolly
- 1964 Hong Kong
- 1963 Operama
- 1962 Indian / Jazz
- 1961 Circus
- 1960 Wizard
- 1959 Aladdin
- 1958 Nutcracker
- 1957 Bolero
- 1956 Merry Widow / Alice
- 1955 Rhapsody / Red Velvet
- 1954 Wonder Garden / Spanish
- 1953 Jungle / Sea
- 1952 Pink / Carnival
- 1951 Indians / Candy
- 1950 Winter